# Roger Wagner
Roger Wagner, KCSG (Le Puy-en-Velay, 16 gennaio 1914 – Digione, 17 settembre 1992), è stato un direttore di coro, docente e direttore artistico statunitense.

## Biografia
Suo fratello minore era l'attore e artista di voce fuori campo Jack Wagner. Roger Wagner fu immerso nella musica fino da giovane. Suo padre era un organista della cattedrale di Digione e successivamente a Los Angeles, dopo essere emigrato negli Stati Uniti nel 1921. All'età di 12 anni Roger assunse la sua prima posizione musicale a pieno titolo, prestando servizio come organista alla Chiesa di Sant'Ambrose a West Hollywood.

## Educazione
Wagner tornò in Francia nel 1931 per completare i suoi studi musicali, conseguendo la laurea al College of Montmorency mentre studiava con Marcel Dupré. Prestò poi servizio nell'esercito francese e in questo periodo si qualificò come membro del team di decathlon francese per le Olimpiadi estive del 1936.

## Corale Roger Wagner
Nel 1937 Wagner si unì al coro della MGM a Hollywood e fu successivamente nominato direttore musicale della chiesa di San Giuseppe a Los Angeles, dove fondò un eccezionale coro di uomini e ragazzi, tra cui un giovane Paul Salamunovich. Nel 1945 Roger Wagner divenne il supervisore dei cori di giovani della città di Los Angeles, in particolare il "Los Angeles Concert Youth Chorus". Fu da un gruppo di madrigali di dodici di questi cantanti che nacque la Corale Roger Wagner nel 1946.
La Corale Roger Wagner è stata riconosciuta in tutto il mondo tramite le sue numerose apparizioni in radio, concerti e televisione, le colonne sonore dei film (Guadalcanal ora zero) e oltre ottanta registrazioni. Erano anche famosi per aver cantato il motivo conduttore e "colonna sonora" per I Married Joan. La registrazione di Virtuoso vinse un Grammy Award nel 1959 e la registrazione del famoso canto natalizio tradizionale Joy to the World fu un Gold Record Album, che vendette più di mezzo milione di copie. La corale fece tournée in tutto il mondo e comprese cantanti eccezionali come Marilyn Horne, Marni Nixon, Claudine Carlson, Harve Presnell (in diverse registrazioni), Salli Terri (in diverse registrazioni oltre a essere documentata in molte delle note di copertina degli LP), Earl Wrightson e Carol Neblett.
Nel 1964, a completamento del Los Angeles Music Center, Wagner ed i rappresentanti della Camera di Commercio Junior formarono un gruppo corale residente, la Los Angeles Master Chorale, che divenne una società residente del Music Center insieme alla Los Angeles Philharmonic. Tra le prestazioni figurano lo spettacolo con Eugene Ormandy e l'Orchestra di Filadelfia nel Presidential Inaugural al Kennedy Center nel 1973 e una tournée dell'Unione Sovietica come "ambasciatore culturale" del Dipartimento di Stato degli Stati Uniti nel 1974. Wagner è stato direttore musicale della corale per 22 anni fino a quando non fu nominato Direttore musicale laureato.
La registrazione del 1951 da parte della corale della "Missa papae Marcelli" di Giovanni Pierluigi da Palestrina è stata selezionata dalla Biblioteca del Congresso in aggiunta al Registro nazionale delle registrazioni, che seleziona annualmente registrazioni che sono "culturalmente, storicamente o esteticamente significative".

## Servizi all'educazione
Roger Wagner ha anche dato un contributo significativo all'educazione e alla musica sacra prestando servizio per 32 anni alla facoltà dell'UCLA dove continuò come Professore Emerito fino alla sua morte. È stato anche Professore di musica corale all'Università Pepperdine. Oltre al suo stimato lavoro con la corale alla chiesa di San Giuseppe, Wagner è stato direttore musicale presso la chiesa di San Carlo Borromeo (North Hollywood) dal 1942 al 1949, dopodiché gli succedette il suo protetto, Paul Salamunovich, che alla fine gli succedette come direttore della Los Angeles Master Chorale. Wagner fondò il Roger Wagner Center for Choral Studies presso la California State University, a Los Angeles.

## Premi
Sono stati guadagnati da Roger Wagner numerosi onori e riconoscimenti durante la sua vita, tra cui un dottorato in musica all'Università di Montréal sulle messe di Josquin des Prez e dottorati onorari del Westminster Choir College di Princeton, New Jersey, ed il Saint Norbert College in De Pere. Per il suo contributo alla musica sacra, Papa Paolo VI onorò Wagner con il titolo di Cavaliere Commendatore dell'Ordine di San Gregorio Magno, e l'Arcivescovo di Napoli gli presentò l'Ordine di Santa Brigida. La Western Division American Choral Directors Association Convention del 1990 a Fresno, in California, è stata dedicata a Roger Wagner per il suo eccezionale contributo all'arte corale.
I principali direttori e musicisti del mondo, tra cui Eugene Ormandy, Leopold Stokowski, Bruno Walter, Otto Klemperer, Serge Koussevitsky, hanno acclamato l'incomparabile genio di Wagner nel campo della musica corale. I suoi arrangiamenti vocali sono pubblicati da Lawson-Gould e distribuiti dalla Warner Bros.
Un grande ritratto dipinto di Wagner è appeso nel padiglione di Dorothy Chandler. Roger Wagner ha anche ricevuto una stella sulla Hollywood Walk of Fame, sul lato nord del blocco 7000 di Hollywood Boulevard.